# Paida ansorgei
Paida ansorgei är en fjärilsart som beskrevs av Jordan 1904. Paida ansorgei ingår i släktet Paida och familjen nattflyn. Inga underarter finns listade i Catalogue of Life.